# Fabian Rießle
Fabian Rießle, född den 18 december 1990 i Freiburg im Breisgau, Tyskland, är en tysk utövare av nordisk kombination.